# Заболотцівська сільська територіальна громада
Заболотцівська сільська громада — територіальна громада в Україні, у Золочівському районі Львівської області. Адміністративний центр — село Заболотці.
Площа громади — 235,3 км², населення — 6242 мешканці (2021).
Утворена 7 серпня 2015 року шляхом об'єднання Заболотцівської та Ражнівської сільських рад Бродівського району.
19 липня 2020 року, в результаті адміністративно-територіальної реформи та ліквідації Бродівського району, громада увійшла до складу новоствореного Золочівського району.

## Населені пункти
До складу громади входять 19 сіл:
- Великі Переліски
- Велин
- Висоцько
- Вовковатиця
- Дуб'є
- Дубина
- Заболотці
- Загірці
- Лугове
- Лучківці
- Малі Переліски
- Мамчурі
- Новичина
- Підгірці
- Ражнів
- Руда-Брідська
- Теребежі
- Тріщуки
- Ясенів